# Rathaus Hohenau an der March

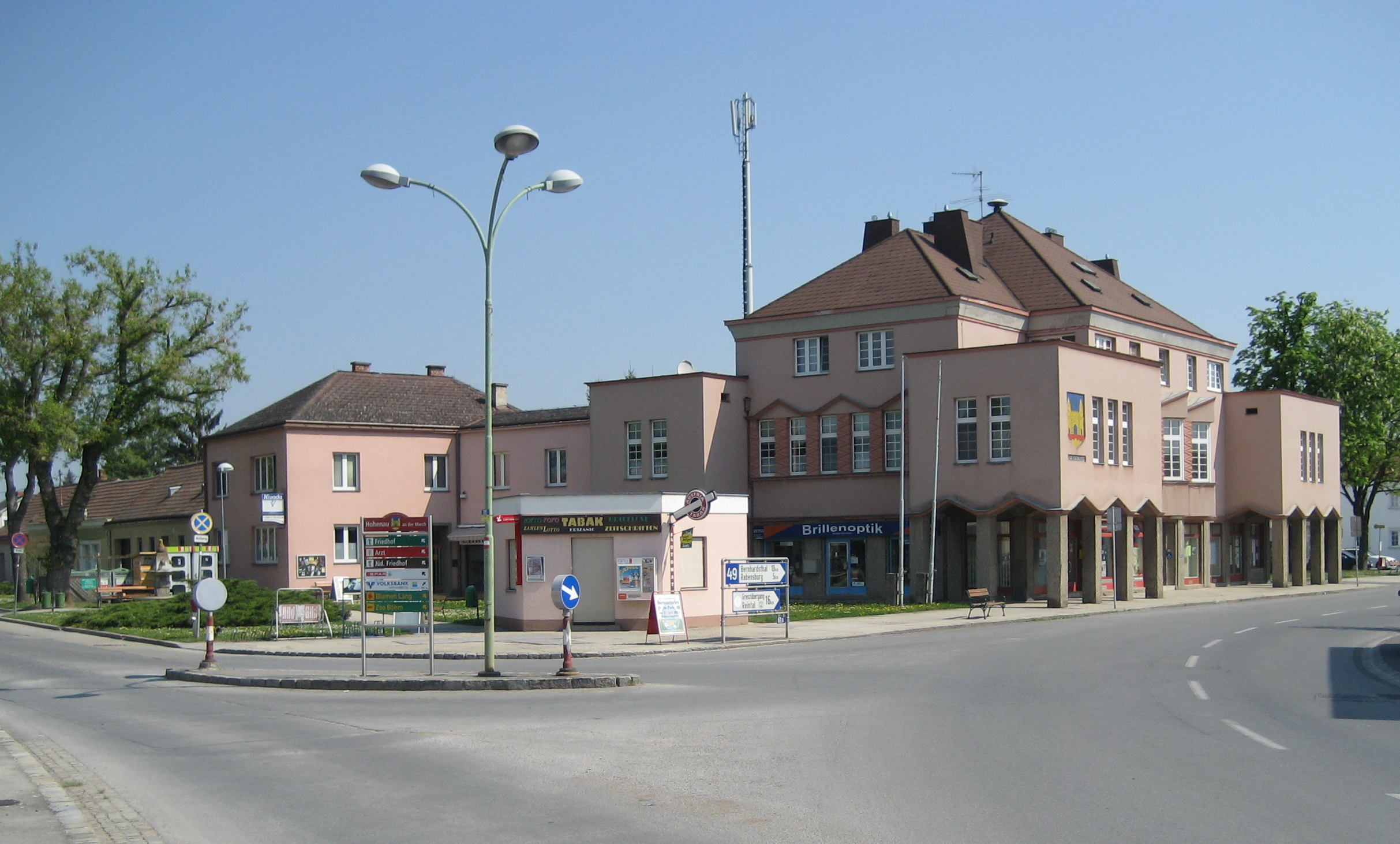
Rathaus in Hohenau an der March

Das Rathaus Hohenau an der March steht am Rathausplatz in der Marktgemeinde Hohenau an der March in Bezirk Gänserndorf in Niederösterreich. Das Rathaus steht unter Denkmalschutz (Listeneintrag).

## Geschichte
Von 1911 bis 1932 wurde die Hauptschule als Gemeindeamt genutzt. Das Rathaus wurde 1929/1930 nach den Plänen des Architekten Prantl erbaut. 1957 erfolgte ein Zubau.

## Architektur
Der dreigeschoßige Haupttrakt unter einem Walmdach wird von zweigeschoßigen, in die Ecken gesetzten Baukörpern mit Pfeilerpassagen im Erdgeschoß flankiert. Die Fassade zeigt Gruppen von schmalen Fenstern mit versetzten Dreiecksgiebeln und Fenster der Hauptfront als Kanterker.
Im Eingangsbereich zeigt ein Mosaik aus 1959 das Marktwappen.
Vor dem Rathaus befindet sich ein Entenbrunnen vom Bildhauer Heribert Rath 1959.